# Etzelpass
L'Etzelpass è un passo del Canton Svitto, Svizzera. Collega la località di Pfäffikon del comune di Freienbach con quella di Einsiedeln. Scollina a un'altitudine di 950 m s.l.m. Sul passo nei pressi di una locanda è stata eretta una cappella dedicata a San Meinrado di Einsiedeln.
Il passo è collocato sulla via del Cammino di Santiago di Compostela che portava i pellegrini dell'Austria e della Baviera verso Compostela e il più vicino santuario di Einsiedeln.